# Ініціатива 77
Ініціатива 77 виборча ініціатива, ухвалена Вашингтоном, колишньою виборчою комісією, для поступового скасування мінімальної зарплати для працівників. 19 червня 2018 року цей захід було прийнято більш ніж на 10%. 
У жовтні 2018 року ініціатива була скасована Радою Колумбійського округу, перш ніж вона була прийнята
.

## Причини
У червні 2016 року Рада Колумбійського округу проголосувала за підвищення середньої заробітної плати до 15 доларів на годину, а мінімальна заробітна плата - до 5 доларів на годину до 2020 року. Станом на 2018 рік, мінімальна заробітна плата для так званих професіоналів складає 3,33 доларів США на годину, а 12,50 доларів - для всіх інших у Вашингтоні, округ Колумбія. Реалізація Ініціативи 77 поступово відмовлятиметься від зниження ставки заробітної плати, отриманої барменами, стилістами для нігтів, перукарями, рецепшионістами, водіями доставки, персоналом ресторану та іншими працівниками, поки вона не стане рівнем мінімальної заробітної плати у 2026 році.

## Підтримка та опозиція
Центр неприбуткових організацій, розташований у нью-йоркській організації «Opportunities Centre United», очолив зусилля, спрямовані на усунення цієї ініціативи.
Асоціація національних ресторанів та інші організації фінансували кампанію "Зберегти наші зарплати", щоб зберегти існуючу ініціативу..
Міський голова Washington Post, Мюріель Боузер та інші власники ресторанів і більшість членів Ради виступили проти цієї ініціативи.

## Голосування
19 червня 2018 року на праймеріз виборці округу Колумбія прийняли цю ініціативу приблизно на 55% голосів.
Ініціатива 77
| Вибір | Голоси | %     |
| ----- | ------ | ----- |
| Так   | 44,353 | 55.14 |
| Ні    | 36,090 | 44.86 |

## Реалізація
Після проходження цієї ініціативи вона повинна перейти до Конгресу Сполучених Штатів для 30-денного перегляду. Деякі члени ради округу Колумбія виступили проти цього заходу і запропонували взагалі скасувати ініціативу.
Реалізація ініціативи приведе округ Колумбія до того ж самого стандарту, встановленого Каліфорнією, Орегоном, Вашингтоном, Аляскою, Невадою, Монтаною та Міннесотою, які не мають окремої мінімальної заробітної плати.

## Скасування
10 липня 2018 року сім членів  з 13 членів міської ради округу Колумбія внесли законопроєкт, спрямований на скасування ініціативи 77 під назвою «Закон про поправки на оплату праці працівників заробітної плати від 2018 року».: Джек Еванс (D-Ward 2), Брендон Тодд (D-Ward 4); Кеніан Макдаффі (D-Ward 5); Вінсент Грей (D-Ward 7); Трайон Вайт (D-Ward 8); Аніта Бонд (D-At Large). Члени ради: Марія Чех та Елісса Сілверман.  У разі прийняття законопроєкту буде скасовано заплановане підвищення заробітної плати для працівників, одержуваних на підставі Ініціативи 77. Прихильники ініціативи зазначили, що Ініціатива отримала більшу популярність, ніж всі члени Ради, які зіткнулися з переобранням.
У доповіді групи громадськості «Публічний громадянин» було виявлено, що політики округу Колумбія, які отримували більше пожертвувань від індустрії ресторанів, також були більш схильними проти Ініціативи 77 і підтримали скасування. Мер Мюріель Боузер прийняла понад 65 тисяч доларів, Джек Еванс отримав $ 44 920, а члени Ради Вінсент Грей, Філ Мендельсон, Кеніан Макдаффі та Брендон Тодд взяли тисячі доларів внесків від оппонентів ініціативи 77 . Мері Чех, єдиний член міської ради, що підтримує Ініціативу 77 до голосування, отримала 1000 дол. 
Депутат Ради Мері Чех запропонувала компроміс на етапі підвищення заробітної плати протягом 15 років замість восьми, надаючи підприємствам більше часу, щоб пристосуватися і втрутитися, якщо необхідно. Асоціація національних ресторанів схвалили компроміс Чех; однак, Асоціація ресторанів метрополії Вашингтона прагне повної відміни і ніякого компромісу
. 
17 вересня 2018 року рада провела слухання щодо цієї ініціативи.
16 жовтня 2018 р. Рада затвердила, з голосуванням в 8 з 5 голосів, дозвіл на скасування і заміну ініціативи "Законом про поправки на справедливу заробітну плату". Раніше Рада затвердила 90-денне надзвичайне законодавство, яке перевищило цю ініціативу 2 жовтня 2018 року. 
Це скасування повертає мінімальну заробітну плату на 2018 р. Для всіх працівників, що до 3,89 дол./год.

## Дії зі сторони Когресу США
11 липня 2018 року конгресмени Марк Медоуз та Гарі Палмер члени Республіканської виборчої комісії за свободу, внесли поправку до американського державного бюджету витрат на 2019 рік, скасування ініціативи 77. Конгрес має можливість складати законопроєкти, які виступають проти місцевих ініціатив громадян або блокувати їх фінансування, але тільки у Вашингтоні.